# Asia Alfasi

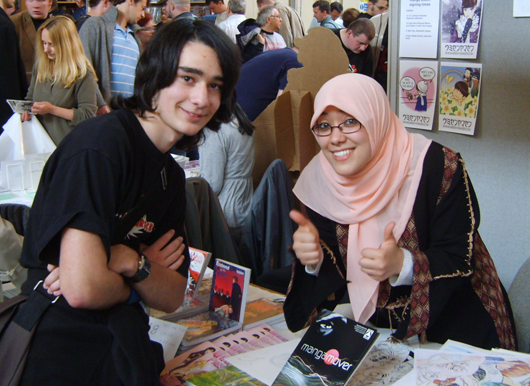
Asia Alfasi (phải) và một người bạn tại Triển lãm Truyện tranh Quốc tế Bristol.

Asia Alfasi (sinh ngày 20 tháng 4 năm 1984) là một nhà văn và nghệ sĩ truyện tranh chịu ảnh hưởng của manga người Anh gốc Libya. Cô sinh ra ở Libya và chuyển đến Scotland khi 7 tuổi. Cô hiện đang sống ở Birmingham, Anh. Tác phẩm của cô tổng hợp những ảnh hưởng của Hồi giáo, Libya, Anh và Nhật Bản. Cô lần đầu tiên trở nên nổi tiếng khi cô là người nữ đầu tiên tham gia và giành chiến thắng trong cuộc thi Hi8us Midlands Stripsearch với một danh mục dựa trên nhân vật Monir của cô.

## Ấn phẩm
Kể từ lần đầu tiên cô bắt đầu tạo truyện tranh chuyên nghiệp vào năm 2003, Asia đã phát hành hai ấn phẩm lớn. Tác phẩm lớn đầu tiên của cô, "JinNarration", đã được xuất bản trong cuốn sách mới nhất của Mammoth, một tuyển tập các tác phẩm của các nghệ sĩ truyện tranh trẻ Anh. Truyện ngắn bán tự truyện của cô, "The non-savvy non-commuter", được trưng bày trên các bức tường của ga tàu điện ngầm Piccadilly Circus như một phần của Thin Cities, lễ kỷ niệm 100 năm khai trương nhà ga. Nó được trưng bày từ ngày 15 tháng 12 năm 2006 đến ngày 31 tháng 4 năm 2007. Cuốn truyện tranh được xuất bản riêng đầu tiên của cô mô tả chi tiết cuộc phiêu lưu của một cô gái Hồi giáo trẻ và các sự kiện trong cuộc sống của cô ở cả Libya và Scotland. Nó được phát hành bởi Bloomsbury. Cô hiện cũng đang làm việc để chuyển đổi một vở kịch thành một cuốn tiểu thuyết truyện tranh. Vở kịch, mà trước đó Asia đã thiết kế poster, được gọi là Looking for Yoghurt, và được thực hiện bởi Công ty Nhà hát Kịch Birmingham, Nhà hát Joyful và Kijimuna Festa cùng với Nhà hát Hanyong. Một cuốn sách thứ ba mà cô đang thực hiện được gọi là Những cuộc phiêu lưu của Joseph và Jasmine.

## Sự kiện
Sau một khoảng thời gian vắng mặt ở công chúng, Asia đã tham dự một số sự kiện kể từ đầu năm 2009. Cô đã xuất hiện tại Triển lãm Truyện tranh Quốc tế Cao nguyên, Hi-Ex, vào ngày 14 và 15 tháng 2 tại Inverness, Scotland. Vào ngày 10 và 11 tháng 5, cô đã tham dự Triển lãm Truyện tranh Quốc tế Bristol, và cuối tháng đó, cô cũng đã tham dự MCM ở London.